# Панонски преливац
Панонски преливац (Apatura metis) је врста дневног лептира из породице шаренаца (Nymphalidae).

## Изглед
Сличан је малом преливцу (Apatura ilia) од кога је знатно ређи. Нешто је ситнији, крила су ужа и црна мрља на предњим крилима је мања него код тог сродника.

## Распрострањење
Живи у Европи и Азији, на исток све до Јапана. У Србији је налажен само у шумовитим пределима уз велике равничарске реке у Војводини.

## Биологија
Одрасли лептири лете у две генерације: од краја маја до краја јуна, па од средине јула до краја августа. Женке се виђају ређе јер време већином проводе у крошњама.
Гусенице се хране врбом (Salix spp.).